# Скотленд-Ярд
Скотленд-Ярд (офіційно англ. New Scotland Yard) — штаб-квартира Міської поліції Лондона (Metropolitan Police Service), за винятком Лондон-Сіті, яке має свою поліцію. Наразі воно налічує понад 50 тисяч оперативних співробітників і службовців.
Скотленд-Ярд є також штаб-квартирою антитерористичного підрозділу Великої Британії і виконує унікальну роль у поліцейських силах країни, фактично поширюючи свій контроль на все Об'єднане Королівство.

## Назва
Назва Скотленд-Ярд походить від його первісного розташування на вулиці Великий Скотленд-Ярд у районі Вайтголл. Цікавими є і версії походження назви вулиці (дослівно — «Шотландський двір»). За однією з них, у X столітті англійський король Едгар віддав шотландському королю Кеннету ділянку землі поряд із Вестмінстерським палацом у Лондоні. Він зажадав, щоб король Кеннет побудував там резиденцію і відвідував її щорічно, віддаючи цим данину поваги королівству Англії від імені Шотландії. Король Кеннет побудував собі палац і жив там, коли приїжджав до Англії. Палац залишався володінням шотландських королів та вважався територією Шотландії. Коли в 1603 році померла королева Єлизавета I, король Шотландії Яків VI став королем Англії та Шотландії і палац втратив своє первісне призначення. Його розділили на дві частини: першу назвали "Великий Скотленд-Ярд", другу — "Середній Скотленд-Ярд". Їх почали використовувати як урядові будинки.
Існують також версії, що в Середньовіччі вулиця належала людині на ім'я Скотт, а також, що з цієї вулиці колись вирушали диліжанси до Шотландії.

## Заснування
29 вересня 1829 року було прийнято Закон про лондонську поліцію, Міністр внутрішніх справ Роберт Піл підписав указ про створення сил лондонського порядку. Вони були покликані стати державною альтернативою інституту приватних детективів, що набув на той час великої популярності.
Сер Роберт Піл з допомогою Ежена Франсуа Відока обрав місце розташування Головного управління — сучасний Скотленд-Ярд. 1829 року на чолі Головного управління стали сер Чарльз Роуен та сер Річард Мейн. Вони, разом із офіцерами, зайняли приватний будинок за адресою Вайтголл, 4. Ця будівля використовувалась як відділ поліції, задній вхід до якої виходив на вулицю під назвою Ґрейт-Скотленд-Ярд. Це й була та адреса, завдяки якій поліцію Лондона було названо Скотленд-Ярдом.
Спочатку штат налічував 1 тисячу працівників, що обслуговували територію в радіусі 7 миль, на якій тоді мешкали 2 млн людей.
До 1890 року сфера діяльності Скотленд-Ярду розширилася, до того часу він складався з 2 основних підрозділів — органу, що відповідає за ліцензування таксистів і кебменів та департаменту карного розшуку. Це вимагало збільшення території розміщення поліції і штаб-квартира була переміщена на набережну Вікторії, отримавши назву «Новий Скотленд-Ярд».
До 60-их років XX століття через подальше розширення поліції Лондона та розвиток сучасних технологій стало зрозуміло, що штаб-квартира на набережній Вікторія не відповідає вимогам сучасності. Це стало причиною переїзду за адресою Broadway, 10. Зараз колишня штаб-квартира відома під назвою Norman Shaw (North) building.
Номер телефону Скотленд-Ярду спершу був 1212. Переважна частина поліцейських дільниць Лондона використовує 1212 як чотири останні цифри в номері телефону.

## Скотленд-Ярд у літературі

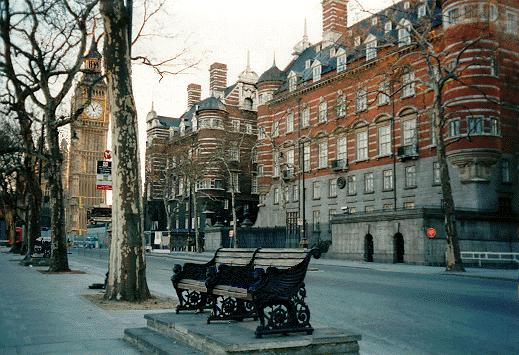
New Scotland Yard тепер називається Norman Shaw Buildings

Скотленд-Ярд став дуже відомим символом поліції, особливо детективи зі Скотленд-Ярду в кримінальних романах. Найяскравішим прикладом є інспектор Лестрейд, який іронізує над Шерлоком Холмсом (однойменний твір сера Артура Конана Дойля), але завжди визнає його правоту. У багатьох романах Агати Крісті, особливо в історіях про Еркюля Пуаро, присутні інспектори зі Скотленд-Ярду.
Найвідоміші вигадані детективи Скотленд-Ярду:
- Адам Далгліш (витвір Ф. Д. Джеймса);
- інспектор Річард Юрі (у творах Марти Грімс);
- жінка-детектив Моллі Робертсон-Кірк, відома як Леді Моллі зі Скотленд-Ярду (автор — баронеса Емма Орці).